# Chalcopasta howardi
Chalcopasta howardi är en fjärilsart som beskrevs av H. Edwards 1877. Chalcopasta howardi ingår i släktet Chalcopasta och familjen nattflyn. Inga underarter finns listade i Catalogue of Life.